# Infrastrukturplanung
Infrastrukturplanung dient allgemein der Vorbereitung von Bau und Herstellung von Infrastruktur und ist Teil des Infrastrukturmanagements. In den Bereich der Infrastrukturplanung fallen politische, finanzielle, organisatorische, institutionelle oder auch rechtliche Aspekte der Planung. Infrastrukturplanung ist eng mit dem Begriff der Stadtplanung verbunden.

## Hintergrund
Viele Infrastrukturen haben eine hohe Lebensdauer und sind mit hohen Kosten verbunden. Folgen von getätigten Investitionen wie z. B. in die Straßen-, Abwasser-, Trink- oder Energieinfrastruktur erstrecken sich in der Regel über mehrere Jahrzehnte. Durch die hohe Lebensdauer von Infrastrukturen müssen zukünftige Kontexte berücksichtigt werden. Für die Abschätzung zukünftiger Siedlungs- oder Bevölkerungsentwicklungen werden Szenariotechniken verwendet.

## Ziele
In der Infrastrukturplanung werden Strategien und Konzepte zur nachhaltigen Entwicklung entworfen.